# Balgari-Nunatak
Der Balgari-Nunatak (bulgarisch нунатак Българи nunatak Balgari, deutsch ‚bulgarischer Nunatak‘) ist ein größtenteils unvereister, felsiger, 200 m hoher sowie in ost-westlicher Ausrichtung 800 m langer und 550 m breiter Nunatak im Norden der Alexander-I.-Insel westlich der Antarktischen Halbinsel. Er ragt 1,85 km nördlich bis westlich des Kap Wostok, 13,4 km westlich des Boyn Ridge, 6,1 km nordwestlich des Saint George Peak und 0,63 km landeinwärts der Küstenlinie an der Südseite des Bongrain-Piedmont-Gletschers auf. Die Lasarew-Bucht liegt südlich von ihm.
Die bulgarischen Geologen Christo Pimperew und Borislaw Kamenow erkundeten ihn am 3. Januar 1988 gemeinsam mit Philip Nell und Peter Marquis vom British Antarctic Survey. Eine 0,36 km südöstlich des Nunataks befindliche Landspitze sollte als Standort für eine bulgarische Antarktisstation dienen. Das Vorhaben, dorthin zwei vorgefertigte Hütten mit Hilfe eines Hubschraubers von Bord des russischen Schiffs Somow zu transportieren, scheiterte an schlechtem Wetter. Stattdessen wurden diese auf der Livingston-Insel als St.-Kliment-Ohridski-Station errichtet. Britische Wissenschaftler kartierten den Nunatak 1991. Die bulgarische Kommission für Antarktische Geographische Namen benannte ihn 2017.